# Myrmicaria rhodesiae
Myrmicaria rhodesiae är en myrart som beskrevs av Arnold 1958. Myrmicaria rhodesiae ingår i släktet Myrmicaria och familjen myror. Inga underarter finns listade i Catalogue of Life.